# Heavenly Christmas
Heavenly Christmas es el tercer álbum de estudio de la cantante estadounidense Jackie Evancho, lanzado el 1 de noviembre de 2011. El álbum contiene 10 pistas navideñas y fue producido por  Rob Mounsey. 

## Información del álbum
El álbum fue producido por Rob Mounsey, y fue lanzado el 1 de noviembre de 2011. Evancho tenía 11 años cuando grabó y lanzó el disco. El álbum contiene 10 pistas entre ellas Walking in the Air y White Christmas

## Debut en las listas musicales
El álbum debutó nuevamente en el puesto N° 1 en el Billboard Top Classical Albums, en el puesto N° 3 en el Billboard Holidays Album, N° 11 en el Billboard 200.

## Lista de canciones
| N.º   | Título                       | Escritor(es) y Arreglista(s)                                  | Duración |  |
| 1.    | «I'll Be Home for Christmas» | Kim Gannon, Walter Kent y Buck Ram, arreglado por Rob Mounsey | 3:53     |  |
| 2.    | «The First Noel»             | Traditional, arreglado por Ryan Shore                         | 4:40     |  |
| 3.    | «Away in a Manger»           | Traditional, arreglado por Ryan Shore                         | 3:16     |  |
| 4.    | «Believe»                    | Glen Ballard and Alan Silvestri, arreglado por Rob Mounsey    | 4:10     |  |
| 5.    | «White Christmas»            | Irving Berlin, arreglado por Rob Mounsey                      | 3:57     |  |
| 6.    | «What Child Is This»         | William Chatterton Dix, arreglado por Ryan Shore              | 3:30     |  |
| 7.    | «O Come All Ye Faithful»     | Traditional, arreglado por Ryan Shore                         | 3:49     |  |
| 8.    | «O Little Town of Bethlehem» | Lewis Redner y Phillips Brooks, arreglado por Rob Mounsey     | 4:01     |  |
| 9.    | «Walking in the Air»         | Howard Blake, arreglado por Ryan Shore                        | 3:33     |  |
| 10.   | «Ding Dong Merrily on High»  | George Woodward, arreglado por Ryan Shore                     | 3:01     |  |
| 37:50 |                              |                                                               |          |  |

## Listas musicales
| Lista (2011)                                | Mejor posición |
| ------------------------------------------- | -------------- |
| Canadá (Canadian Albums Chart)              | 9              |
| Estados Unidos (Billboard 200)              | 11             |
| Estados Unidos (Billboard Classical Albums) | 1              |
| Estados Unidos (Billboard Holiday Albums)   | 3              |